# Swingleton Green

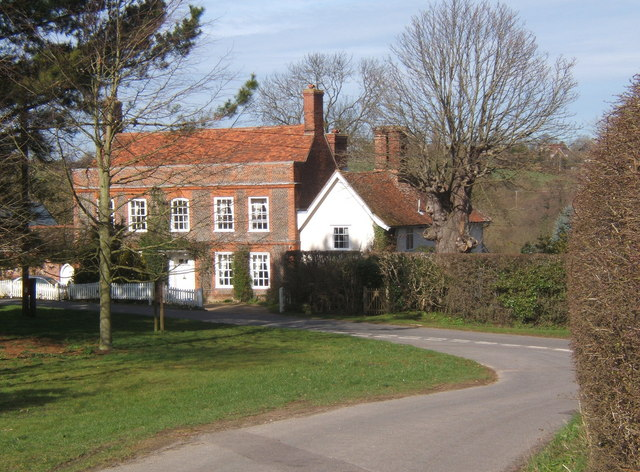
The Fenn, Swingleton Green.

Swingleton Green är en by (hamlet) i Suffolk, England. Den har 2 kulturmärkta byggnader, inklusive Barn and Outbuildings Approximately 50 Feet to the West of the Fenn och The Fenn.